# Furtwangen im Schwarzwald
Furtwangen im Schwarzwald is een stad gelegen in het Zwarte Woud regio Zuidwest-Duitsland. Het behoort tot de Schwarzwald-Baar-Kreis samen met de twee belangrijkste steden Villingen-Schwenningen. De totale bevolking van Furtwangen was 9.673 inwoners op 31 december 2004. Furtwangen kreeg stadsrechten in 1873. De Breg is een kleine beek, die, afkomstig uit de bergachtige gebieden rond Furtwangen, door de binnenstad naar beneden stroomt naar het oosten. De Breg is een van de twee kleine rivieren die zich verenigen tot de Donau.
Furtwangen is een stad met een industrieel verleden: op een gegeven moment was Furtwangen een belangrijke producent van klokken die daar werden gemaakt en over de hele wereld verkocht. Hoewel veel verschillende soorten klokken werden geproduceerd in Furtwangen, was de stad uniek door de productie van muzikale klokken uit de fabriek van Emilian Wehrle. Emilian Wehrle (1832-1896) maakte muzikale klokken in het Furtwangen-Schönenbach gebied van ongeveer 1857 tot aan zijn dood in 1896. Deze muzikale klokken omvatten de trompettistklok, de fluitklok, de zingende vogelklok, en de haanklok. Deze klokken bellen ieder uur met het geluid van de trompet, fluit, zangvogel of haan. Deze klokken zijn van de hoogste kwaliteit en waren duur in die tijd. Vanwege de kleine productie, zijn er weinig te vinden.
Belangrijk was ook de Klokkenfabriek L. Furtwängler. De oprichter van de fabriek was Lorenz Furtwängler (1807-1866) die later met vier zoons het bedrijf zou bemannen.
Deze industrie was belangrijk in de vorige eeuwen, maar met de opkomst van het quartzhorloge is deze tak van de economie bijna verdwenen.
Furtwangen is  een stad met een meer evenwichtige industrie, er zijn veel kleine en middelgrote industriële ondernemingen zich in de micro-elektronica en fijnmechanica specialiseren. 
Er is een universiteit voor toegepaste wetenschappen (Fachhochschule Furtwangen). Deze universiteit is gespecialiseerd in micro-elektronica, fijnmechanica, computerwetenschappen en andere faculteiten. Naast een van de ingangen van de universiteit is het Duitse Klokkenmuseum gevestigd met veel historische en moderne klokken en horloges in de etalages.
Druk is de B500 die ook bekendstaat als de Zwarte Woud Panoramastrasse. In 1972 werd de spoorverbinding Bregtalbahn na 80 jaar dienst gesloten. Het was een traject van Furtwangen naar Donaueschingen.
Bad Dürrheim ·
Blumberg ·
Bräunlingen ·
Brigachtal ·
Dauchingen ·
Donaueschingen ·
Furtwangen im Schwarzwald ·
Gütenbach ·
Hüfingen ·
Königsfeld im Schwarzwald ·
Mönchweiler ·
Niedereschach ·
Schonach im Schwarzwald ·
Schönwald im Schwarzwald ·
St. Georgen im Schwarzwald ·
Triberg im Schwarzwald ·
Tuningen ·
Unterkirnach ·
Villingen-Schwenningen ·
Vöhrenbach